# Roura
Roura is een gemeente in Frans-Guyana. De gemeente telde 3.382 inwoners op 1 januari 2022. De gemeente ligt ongeveer 23 kilometer ten zuiden van Cayenne aan de rivier Mahury. Roura was oorspronkelijk een Jezuïetengemeenschap. In 1977 werd het dorp Cacao gesticht voor Hmong die uit Laos waren gevlucht.

## Geschiedenis
In 1675 wordt door de Jezuïeten een gemeenschap gesticht in Roura. In 1725 wordt Roura een zelfstandige parochie. In 1765 werden de Jezuïeten uit de kolonie verjaagd. In 1779 arriveert de Zwitser Jean Samuel Guisan uit Suriname om een landbouwgemeenschap op te richten en het gebied in te polderen. In 1848 wordt de slavernij voor de tweede keer afgeschaft en de worden plantages verlaten. In 1991 wordt een brug gebouwd over de Mahuryrivier en was Roura rechtstreeks bereikbaar.

## Cacao
In 1977 immigreerde een gemeenschap van Hmong uit de hooglanden van Laos naar Frans-Guyana, omdat ze tijdens de Laotiaanse Burgeroorlog of Geheime Oorlog aan de kant van de Fransen en Amerikanen hadden gevochten. Ze werden gevestigd in het verlaten dorp Cacao aan de rivier Comté. Frans-Guyana was gekozen omdat het klimaat en omstandigheden vergelijkbaar waren met Laos. De plaatselijke bevolking protesteerde tegen de komst van de Hmong uit vrees voor massale immigratie. Uiteindelijk vestigden enkele honderden Hmong zich in het dorp. In 1978 werd Javouhey als tweede nederzetting voor de Hmong gesticht. In 2007 had Cacao ongeveer 750 inwoners.

## Pad van Bélizon
In 1952 begon de constructie van een 150 kilometer lang pad van Cayenne naar Saül via het gehucht Bélizon (4° 15′ NB, 52° 36′ WL). Het pad was bedoeld om het goud van de goudmijnen bij Saül te vervoeren. De kosten van de aanleg en onderhoud bleken hoger dan de goudopbrengst en het pad was in 1960 verlaten. Omdat het gebied en het pad gebruikt werden door illegale goudzoekers is er in 2012 een permanente controlepost gevestigd in Bélizon.

## Natuur
Een moerasgebied aan de kust van 947 km² is sinds maart 1998 aangewezen als het natuurreservaat Moerassen van Kaw-Roura. Langs de weg naar Kaw bevindt zich het Trésor Regionaal Natuurreservaat.

## Galerij

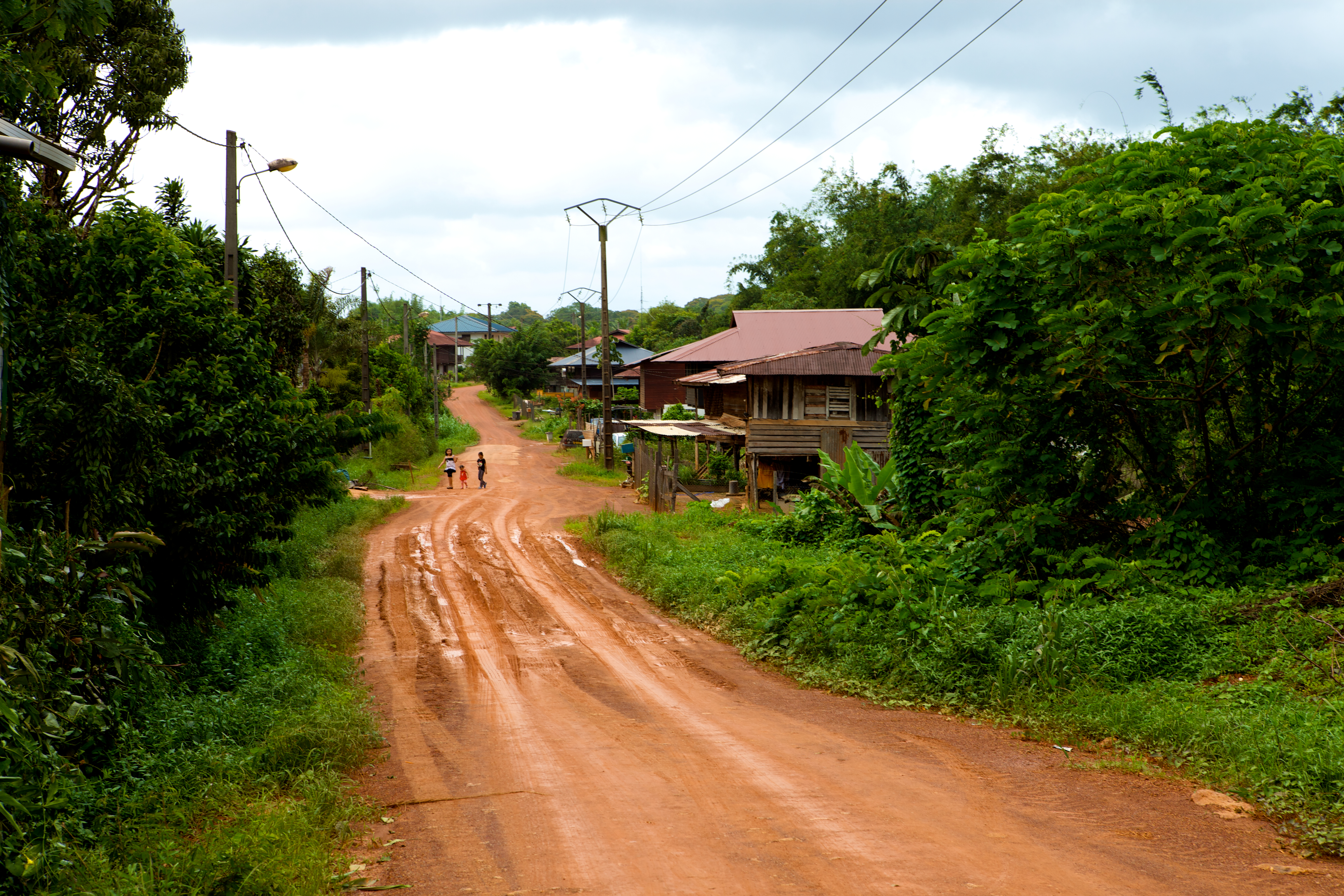
Cacao
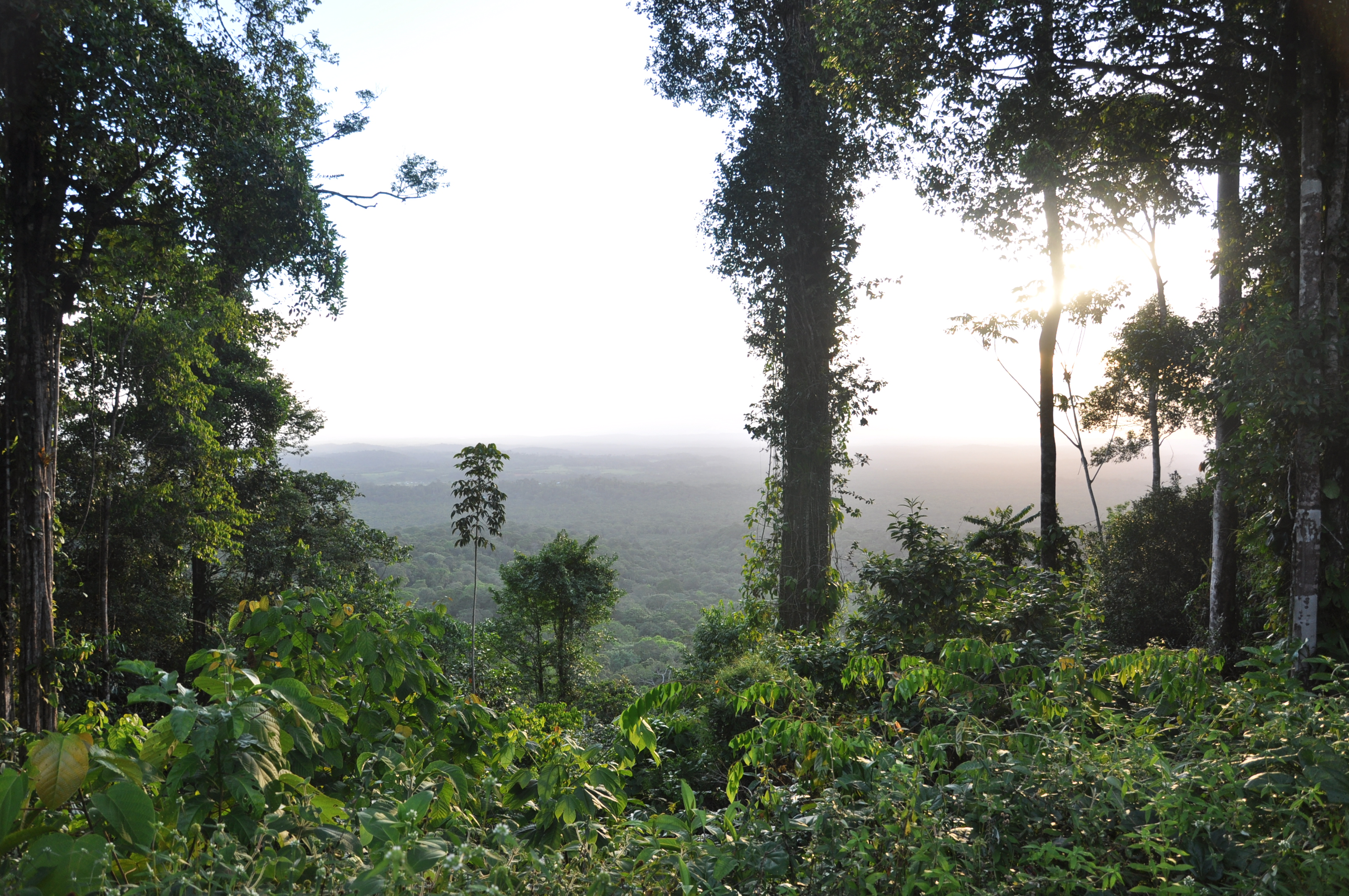
Uitzicht vanaf de Kaw berg
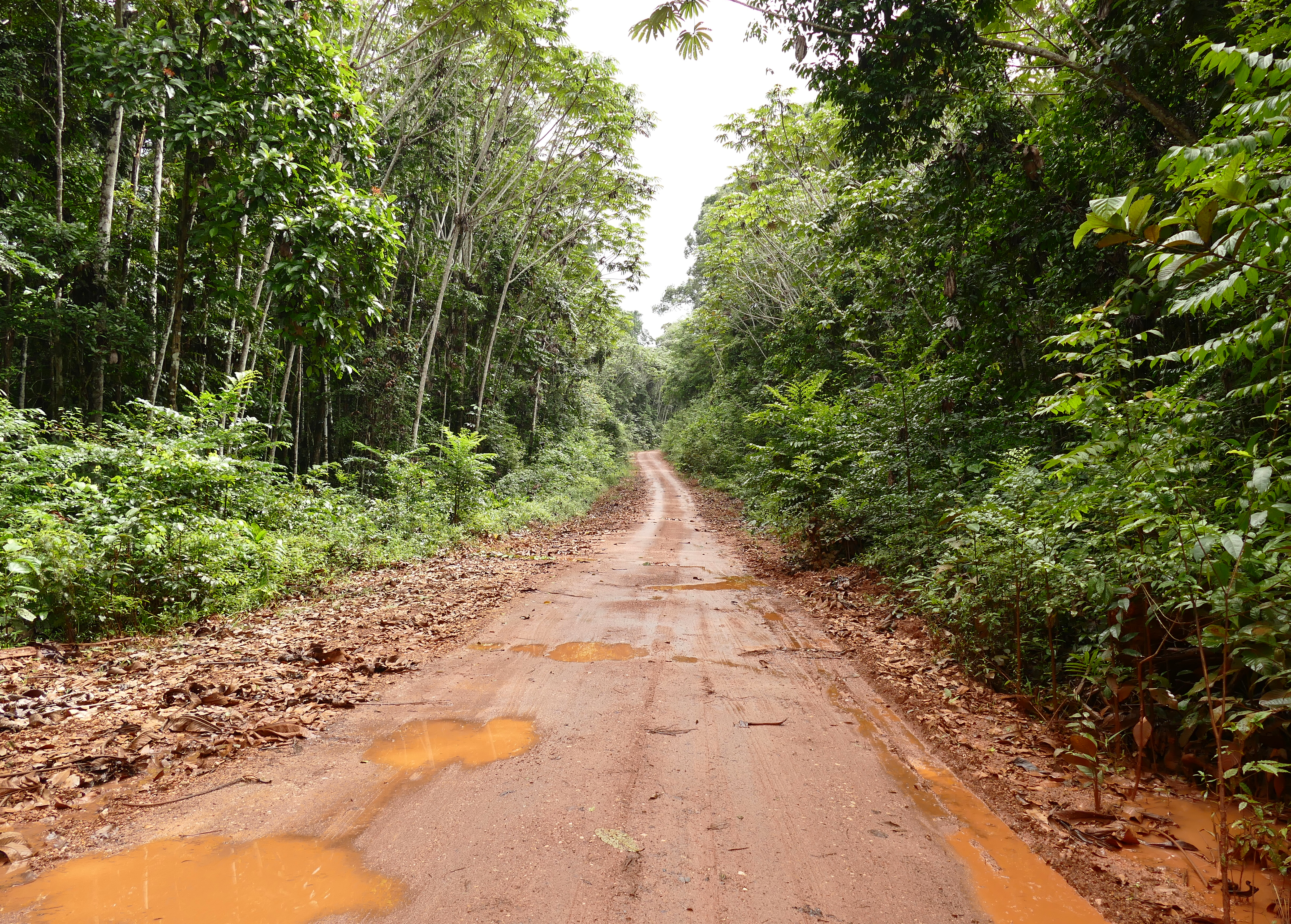
Het pad van Bélizon (2007)
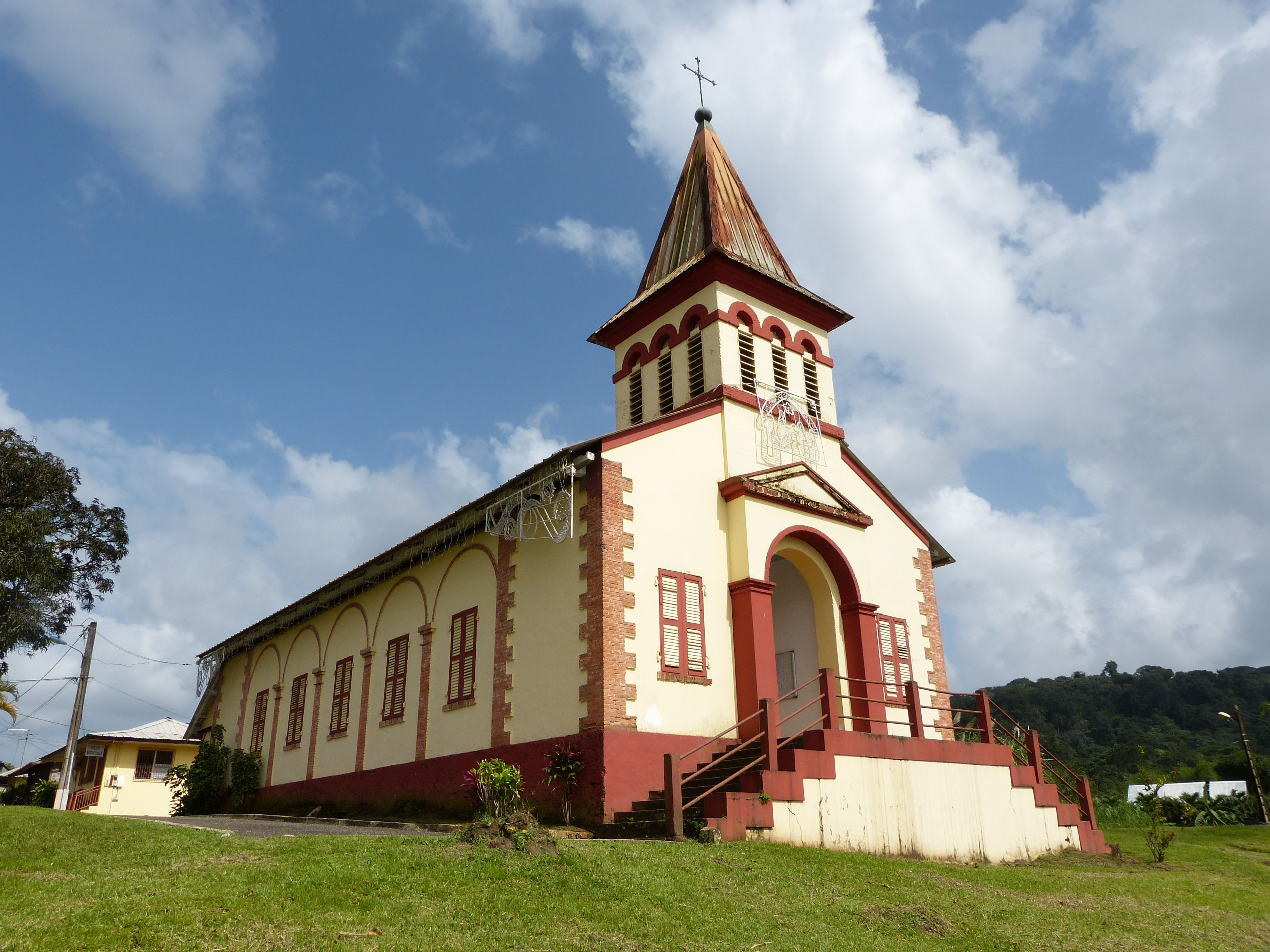
Kerk van Roura